# I Gede Sukadana
I Gede Sukadana Pratama (sinh ngày 18 tháng 10 năm 1987) là một cầu thủ bóng đá người Indonesia hiện tại thi đấu cho Bali United F.C. ở Indonesia Super League.